# Dechmia
Dechmia (în arabă الدشمية) este o comună din provincia Bouira, Algeria.
Populația comunei este de 7.504 locuitori (2008).